# 670. pehotni polk (Wehrmacht)
Za druge 670. polke glejte 670. polk.
670. pehotni polk (izvirno nemško Infanterie-Regiment 670) je bil eden izmed pehotnih polkov v sestavi redne nemške kopenske vojske med drugo svetovno vojno.

## Zgodovina
Polk je bil ustanovljen 21. marca 1942 kot polk 19. vala na vadbišču Beverloo (Belgija) preko AOK 15 iz osebja 588., 589. in 590. pehotnega polka ter dodeljen 371. pehotni diviziji.
15. oktobra 1942 je bil polk preimenovan v 670. grenadirski polk.